# وستندورف
وستندورف (به آلمانی: Westendorf) یک منطقهٔ مسکونی در آلمان است که در رینتلن واقع شده‌است.